# Der Hase und der Igel

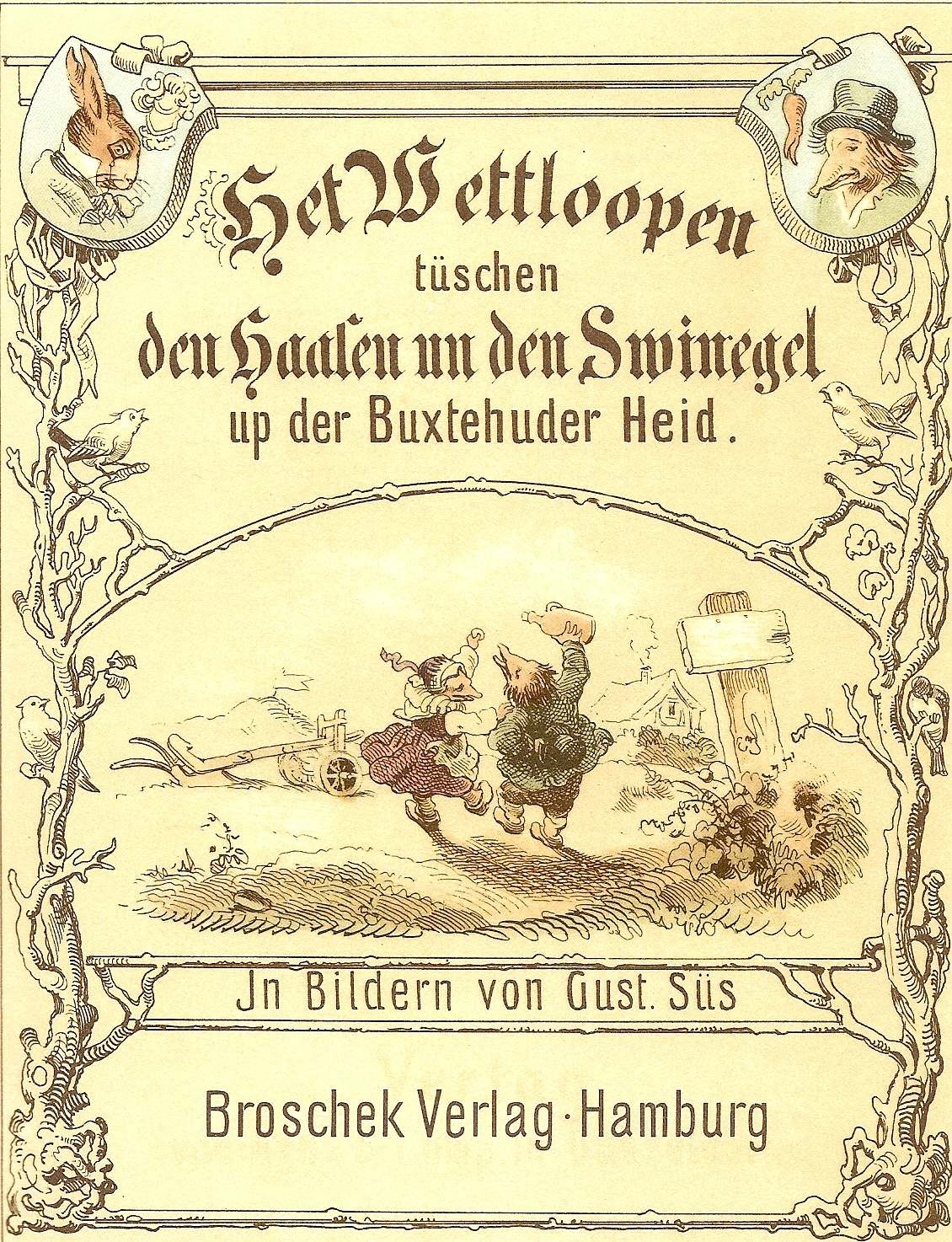
Titel einer 1855 erschienenen plattdeutschen Ausgabe mit den Illustrationen von Gustav Süs

Der Hase und der Igel ist ein Schwank (ATU 275C). Er steht in den Kinder- und Hausmärchen der Brüder Grimm ab der 5. Auflage von 1843 an Stelle 187 (KHM 187) auf Plattdeutsch und stammt aus Wilhelm Schröders Hannoverschem Volksblatt von 1840 (Ein plattdeutsches Volksmärchen. Dat Wettlopen twischen den Hasen un den Swinegel up de lütje Heide bi Buxtehude). Ludwig Bechstein übernahm den Tierschwank in sein Deutsches Märchenbuch ab 1853 als Der Wettlauf zwischen dem Hasen und dem Igel auf Hochdeutsch (Nr. 60).

## Inhalt

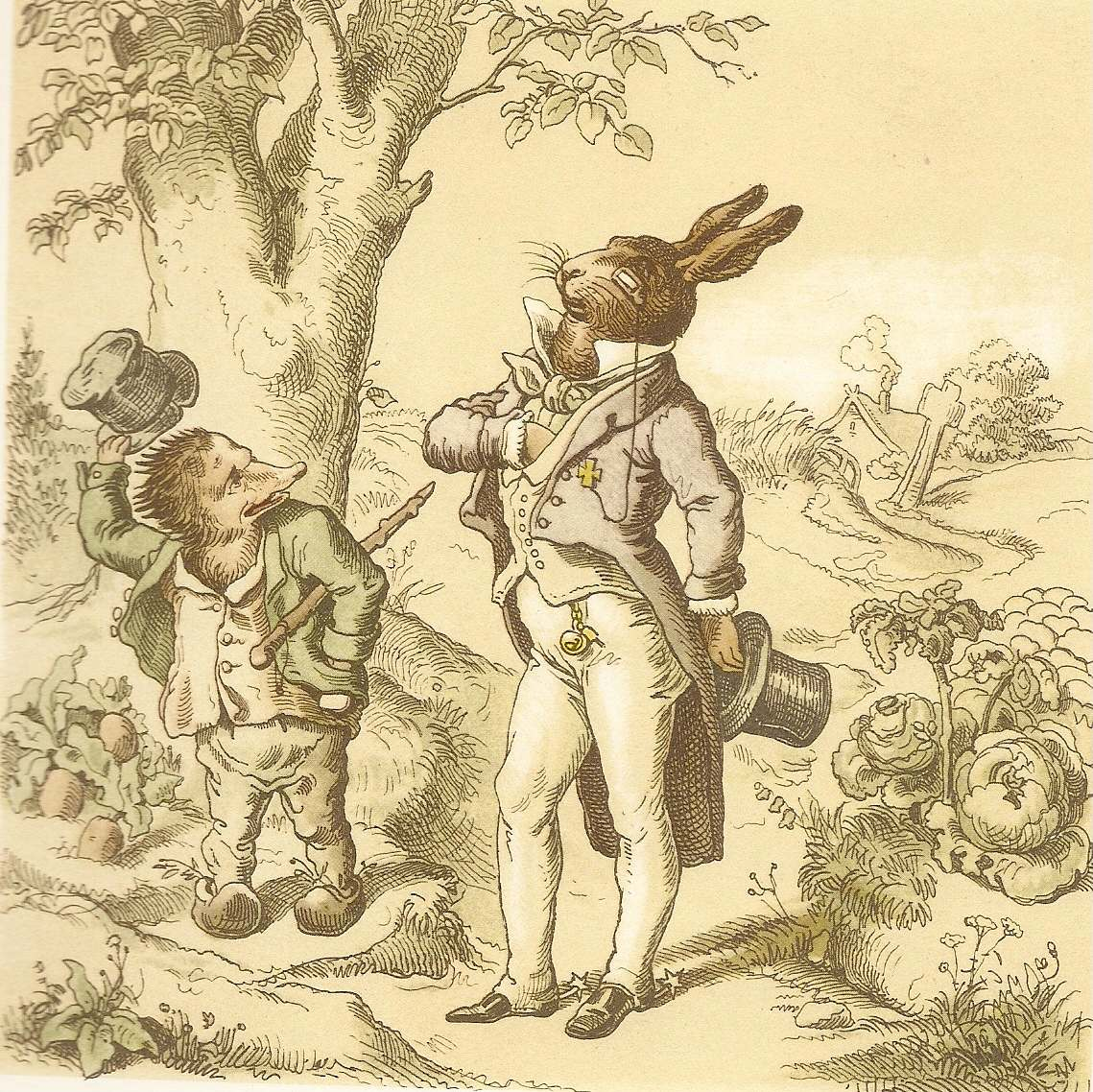
„Go’n Morgen“
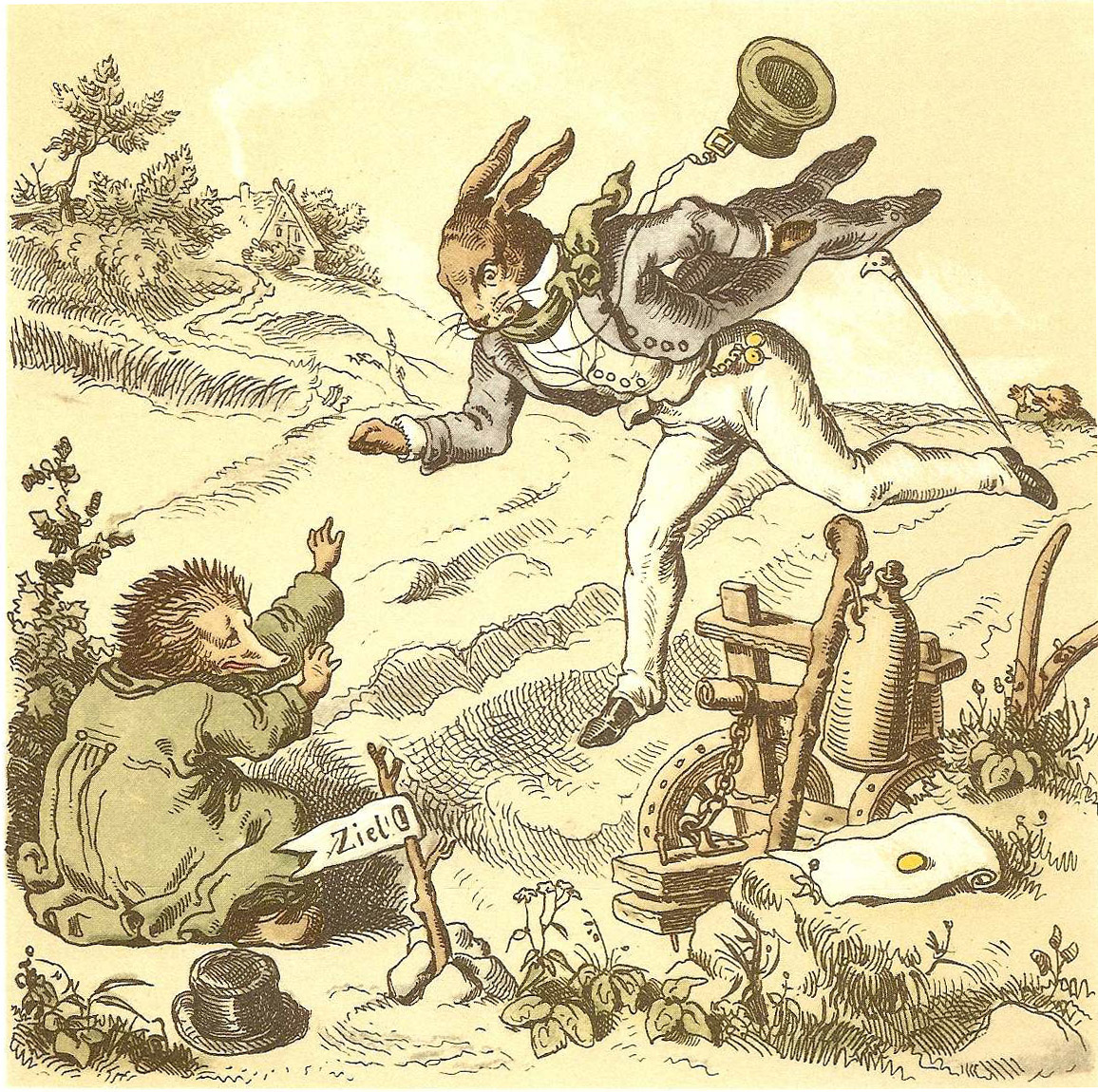
„Ick bün all hier“
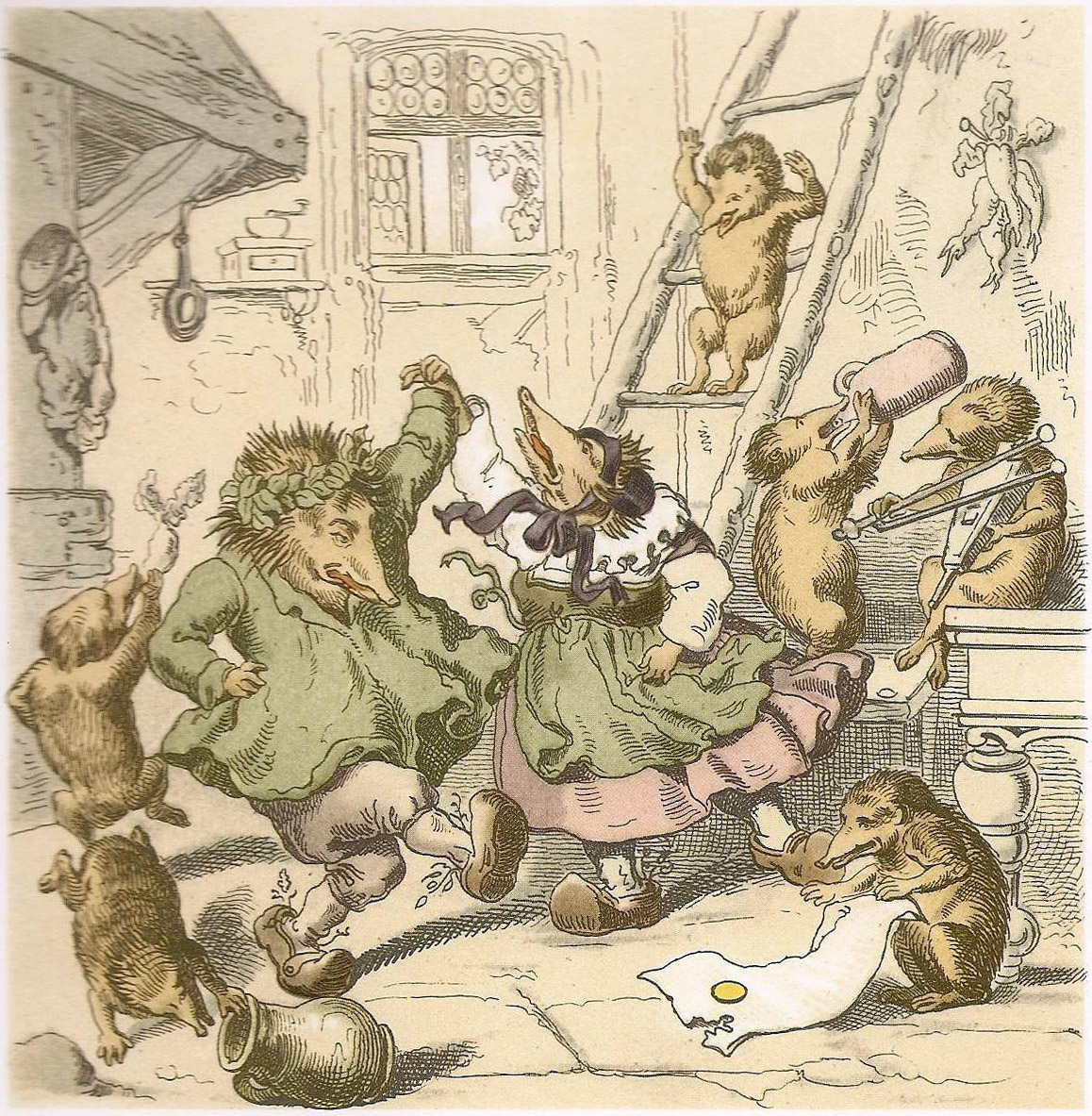
„…un wenn se nich storben sünd, lewt se noch“

Eines schönen Morgens macht sich der Hase über die schiefen Beine des Igels lustig, woraufhin ihn dieser zu einem Wettrennen herausfordert, um den Einsatz eines goldenen „Lujedor“ (Louis d’or) und einer Flasche Branntwein. Als das Rennen auf dem Acker beginnt, läuft der Igel nur ein paar Schritte, hat aber am Ende der Ackerfurche seine ihm zum Verwechseln ähnlich sehende Frau platziert. Als der siegesgewisse Hase heranstürmt, erhebt sich die Frau des Igels und ruft ihm zu: „Ick bün all hier!“ („Ich bin schon da!“). Dem Hasen ist die Niederlage unbegreiflich, er verlangt Revanche und führt insgesamt 73 Läufe mit stets demselben Ergebnis durch. Beim 74. Rennen bricht er erschöpft zusammen und stirbt.

## Stil
Der Erzähler beginnt schalkhaft, die Geschichte sei „lügenhaft zu erzählen“ („lögenhaft to vertellen“), doch sein Großvater habe gesagt, sie müsse stimmen, sonst könnte man sie ja nicht erzählen („Wahr mutt se doch sien, mien Söhn, anners kunn man se jo nich vertellen“), und erzählt behaglich, wie der „Swinegel“ im Morgenwind ein Lied singt und nach den Steckrüben schaut. Des Hasen Bemerkung zu seinen Beinen ärgert ihn, „weil se von Natuhr scheef wöören“ (Original: „wöoren“). Die Moral sei, sich über keinen einfachen Mann lustig zu machen und jemand zu heiraten, der genauso aussieht wie man selbst.

## Erläuterungen

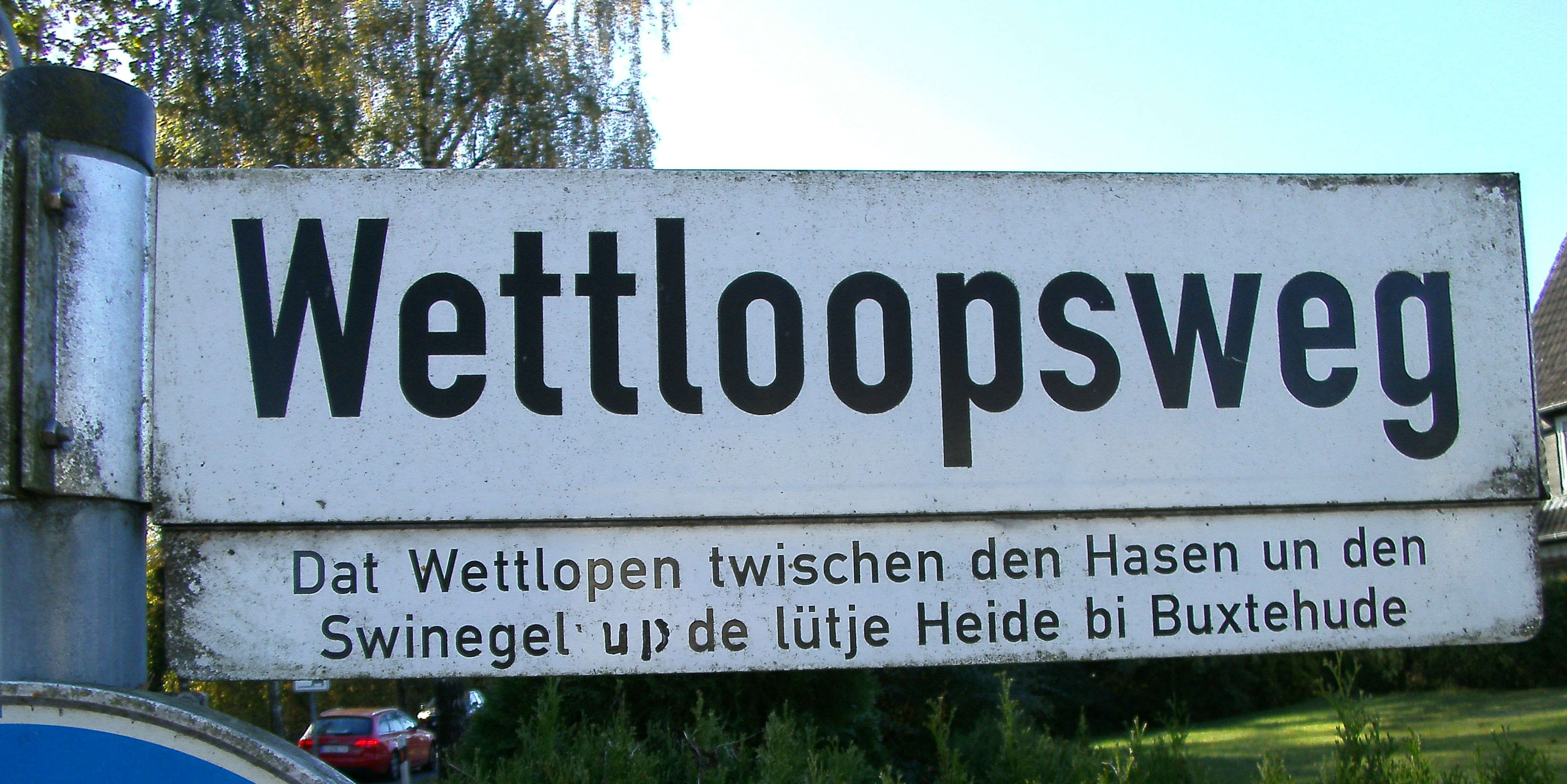
„Wettloopsweg“ in Buxtehude

Die Lokalisierung des Ereignisses auf der Buxtehuder Heide ist ein Einfall Schröders. Ursprünglich hatte er das Märchen in Bexhövede gehört, was etwa 70 Kilometer von Buxtehude entfernt in der Nähe von Bremerhaven liegt. Schröders Gründe, den Handlungsort zu verlegen, sind nicht sicher bekannt. Die Bezeichnung Schweinigel oder plattdeutsch Swienegel ist ein üblicher, kein wertender Name für den Igel.
Die Angabe „in der Gegend von Osnabrück“ geht auf einen Irrtum Wilhelm Grimms zurück.
Für ein Märchen ungewöhnlich ist die selbstironische Einleitung:

„Disse Geschicht is lögenhaft to vertellen, Jungens, aver wahr is se doch! Denn mien Grootvader, van den ick se hew, plegg jümmer, wenn he se mi vörtüerde, dabi to seggen: ‚Wahr mutt se doch sien, mien Söhn, anners kunn man se jo nich vertellen!‘“

„Diese Geschichte ist lügenhaft zu erzählen, Jungens, aber wahr ist sie doch, denn mein Großvater, von dem ich sie habe, pflegte immer, wenn er sie mir vorspann, dabei zu sagen: ‚Wahr muß sie doch sein, mein Junge, sonst könnte man sie ja nicht erzählen.‘“

## Hintergrund
Der Igel ist ein „kleiner Mann“, der die Rüben in der Nähe seines Hauses zu essen pflegt, „darum sah er sie auch als die seinigen an“. Der Hase dagegen ist „ein vornehmer Herr und grausam hochfahrend noch dazu“. Die Protagonisten spielen also in etwa die Rolle eines Bauern und eines Grundbesitzers. Auf diesen sozialen Hintergrund zielen auch die beiden moralischen Schlussfolgerungen ab; für den Hasen: Man soll sich über vermeintlich unterlegene Leute nicht lustig machen – und für den Igel: Wenn man heiratet, soll man sich eine Frau aus dem eigenen Stand aussuchen, am besten eine vom gleichen Schlag wie man selber: „Wer also en Swinegel is, de mutt tosehn, dat siene Fro ook en Swinegel is, un so wieder.“

## Herkunft

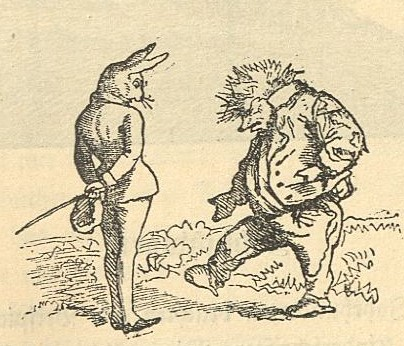
Ludwig Richter Illustration zu Bechstein

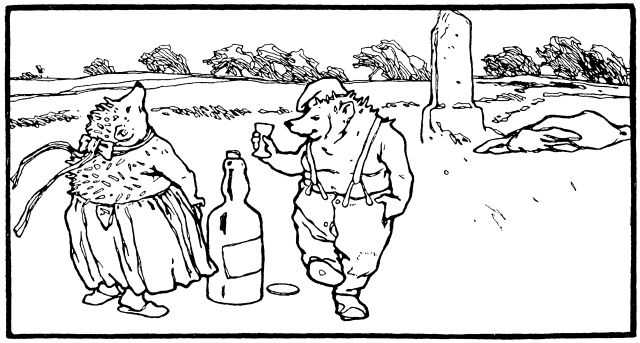
Illustration von Otto Ubbelohde, 1909

Grimms Anmerkung gibt an: „Nach mündlicher Überlieferung in der Gegend von Osnabrück aufgefasst“, nennt auch Wolfs Zeitschrift für deutsche Mythologie „1, 381–383“, „Firmenich 1, 210. 211“, „Het Wetloopen tüschen den Haasen und den Swinegel up de Buxtehuder heid in Bildern von Gust. Sus. Düsseldorf ohne Jahr“, „De Swienegel als Wettrenner. Ein plattdeutsches Märchen, neu illustriert und mit einem Nachwort versehen von J. P. T. Leyser. Hamburg ohne Jahr“, ein Gedicht in Klaus Groths Quickborn „S. 185–89“ und geht von hohem Alter des Märchens aus, wozu sie ein altdeutsches Gedicht des 13. Jahrhunderts in „Haupts Zeitschrift 398–400“ nacherzählen: Der Krebs hängt sich dem Fuchs an den Schwanz und gewinnt, als der sich im Ziel umdreht, dazu „eine märkische Sage bei Kuhn S. 243“, das Sprichwort „der Krebs will einen Hasen erlaufen“ bei „Eyering 2, 447“ und „ein wendisches Märchen bei Leop. Haupt 2, 160“ mit Fuchs und Frosch. Sie geben zwei Gedichte in Burkard Waldis‘ Esopus wieder und verweisen auf den Wettlauf von Fuchs und Bär in ihrer Anmerkung zu KHM 48 Der alte Sultan. Die ausführliche Anmerkung zeigt wohl das Interesse der Brüder Grimm an dem Stoff, in einer Abhandlung in der Zeitschrift für deutsche Mythologie und Sittenkunde hatte Wilhelm Grimm 1853 auch den Einsender Karl Georg Firnhaber genannt. Motivlich ähnlich sind auch ihre Tiermärchen KHM 171 Der Zaunkönig und KHM 172 Die Scholle.
Grimms Text folgt genau dem im Hannoverschen Volksblatt Nr. 51 vom 26. April 1840, den ihnen Karl Georg Firnhaber im November 1840 in einer Abschrift zugänglich machte. Nur wenige Schreibweisen der Mundart wurden geändert oder mit Übersetzung in Klammer versehen. So wird „üm den Stühbusch“ zu „um den Slöbusch (Schlehenbusch)“. „De Haas‘ löpt nämlich in der eenen Föhr, un ick in‘ner andern; un von baben fang‘ wi an to lopen“ wird zu „De Haas löppt nemlich in der eenen Föhr (Furche) un ick inner andern, un von baben (oben) fang wi an to loopen.“ Lediglich der Titel ist nun hochdeutsch und kurz.
Schon antikes Erzählgut kennt Fabeln vom Wettlauf zwischen langsamem und schnellem Tier. Ein Beispiel ist Äsops Die Schildkröte und der Hase. Lutz Röhrich zufolge überlistet in Afrika ganz ähnlich die Schildkröte den Elefanten.

## Rezeption
Ludwig Bechsteins Deutsches Märchenbuch enthält den Text erst ab 1853 als Nr. 60, Der Wettlauf zwischen dem Hasen und dem Igel. Er überträgt lediglich Satz für Satz, wenn auch nicht immer wörtlich, ins Hochdeutsche. „De Sünn wöor hellig upgaen am Hewen, de Morgenwind güng warm“ wird „Die Sonne war goldig am Himmel aufgegangen, der Morgenwind ging frisch“. Das Wort „Swinegel“ für den Igel blieb. Hans-Jörg Uther nimmt an, dass Bechstein die Quelle im Hannoverschen Volksblatt benutzte oder auch Carl Herloßsohns hochdeutsche Übertragung. Hinzu kommen Einzeldrucke, etwa 1854 von Johann Peter Lyser, mit manchmal falscher Zuordnung der Urheberschaft. Hans-Jörg Uther stellt klar, dass sich hier ausnahmsweise der Originaltext selbst durchsetzte und nicht erst mit Grimms Märchen populär wurde. Auf Dauer war Bechsteins hochdeutsche Version erfolgreicher. Vgl. bei Bechstein auch Der Hase und der Fuchs, Vom Hasen und dem Elefantenkönige, Der Fuchs und der Krebs.

## Adaptionen

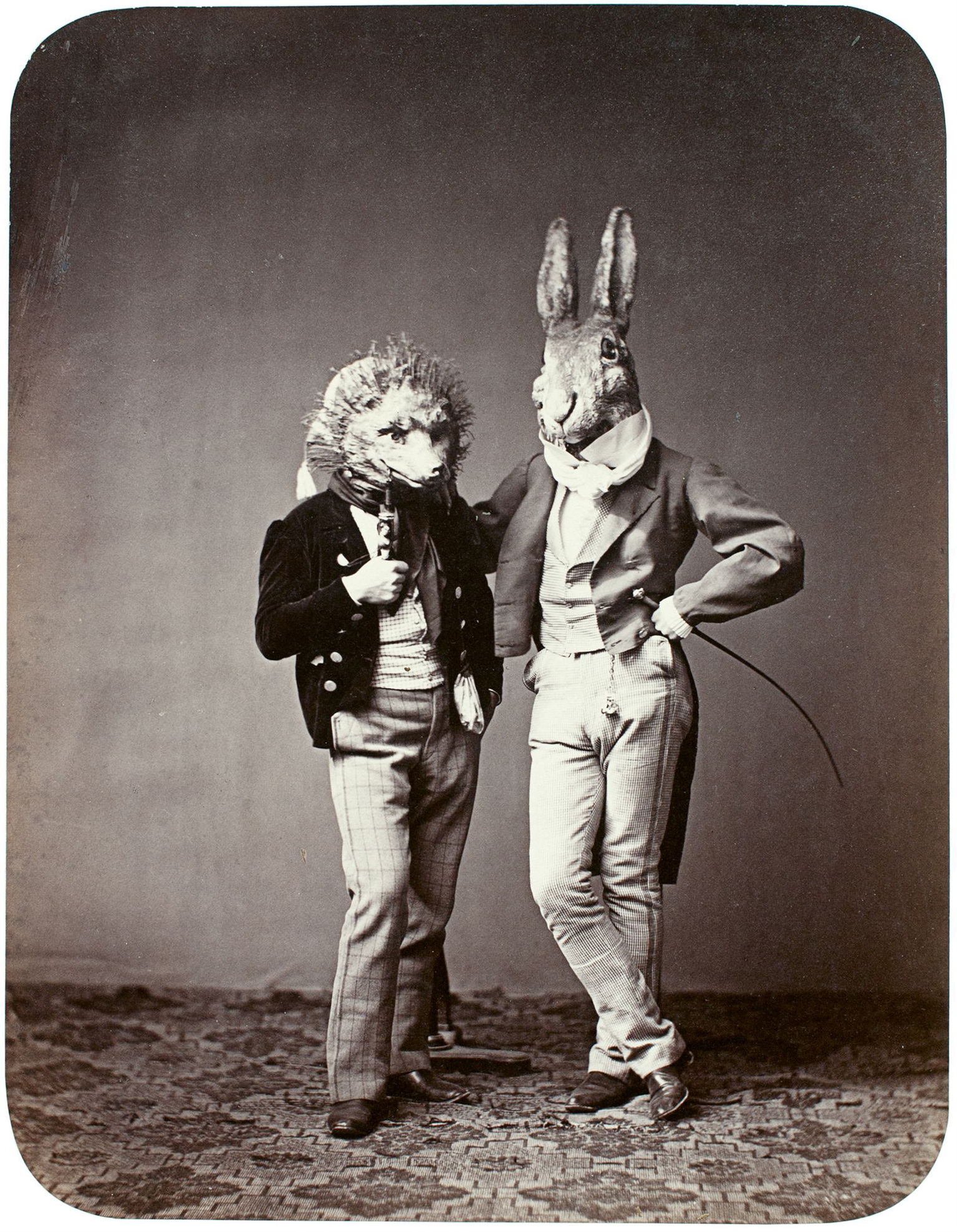
Teilnehmer der Künstlergesellschaft
„Jung-München“
an einem Märchenball, Unbekannter und der Bildhauer Hermann Oehlmann, den Wettlauf des Igels und des Hasen darstellend (Joseph Albert, München, 1862)

Die Situation „Hase und Igel“ wie auch der Zuruf „Ich bin schon hier!“ wurden sprichwörtlich und werden bis heute in vergleichbaren Situationen zitiert. Gewöhnlich wird der Blickwinkel des „Hasen“ beschrieben, der bei wiederholter Auseinandersetzung mit dem immer gleichen Konkurrenten zu dem immer gleich frustrierenden Ergebnis kommt. Naheliegenderweise findet das Bild im Sport Verwendung, aber auch in Wirtschaft und Politik.
Günter Grass schrieb eine gleichnamige Kurzgeschichte.
Fredrik Vahle singt auf seiner 1973 beim westdeutschen Label Pläne erschienenen Liedermacherplatte die Rübe. Lustige + listige Lieder für Kinder von sieben bis siebzig das Lied Der Hase Augustin. Dessen zweiter Teil stellt eine Vertonung des Märchens von Hase und Igel dar. Die Erzählung gleicht der des Märchens, ist aber etwas gekürzt. 1973 erscheint beim DDR-Label Litera die Schallplattenbearbeitung Der Hase und der Igel u. a. mit Klaus Piontek (Erzähler), Kurt Böwe (Igel), Helga Sasse (Igelfrau) und Eberhard Esche (Hase) in der Regie von Dieter Scharfenberg. 
Hase und Igel ist ein 1973 von dem Engländer David Parlett erdachtes Brettspiel, das 1979 als erstes Spiel mit dem Preis Spiel des Jahres ausgezeichnet wurde. Der Bezug zum Märchen besteht allerdings nur in der deutschsprachigen Ausgabe: der englische Originaltitel Hare & Tortoise bezieht sich auf Äsops Fabel Die Schildkröte und der Hase.
In Anlehnung an das Märchen benannten Mathematiker den Hase-Igel-Algorithmus.
Ein Film Der Wettlauf zwischen dem Hasen und dem Igel erscheint 1921 nach dem Drehbuch von Johannes Meyer. 1938 adaptiert Ferdinand Diehl im Auftrag der Reichsanstalt für Film und Bild in Wissenschaft und Unterricht (RWU) das Märchen als Puppentrickfilm: Der Wettlauf zwischen dem Hasen und dem Igel. 1940 verfilmt Alf Zengerling Der Hase und der Igel mit den Schauspielern Paul Walker (Hase), Robert Baum (Igel) und Kurt Schmidt-Fabrici (Igelfrau). Der Hase und der Igel heißt ebenso ein Märchenfilm für das Fernsehen der DDR aus dem Jahr 1982 in der Regie von Dieter Bellmann mit Gerd Grasse (Hase), Günter Schubert (Igel) und Carmen-Maja Antoni (Igelfrau). In der japanischen Zeichentrickserie von 1987 Gurimu Meisaku Gekijō wird in Folge 41 die Geschichte vom Wettlauf zwischen Hase und Igel dargestellt.